# ذكرى تسمى إمبراطورية
ذكرى تسمى إمبراطورية هي رواية خيال علمي من تأليف الكاتبة أركادي مارتين،فاز الكتاب بجائزة هوغو لأفضل رواية لعام 2020م.